# Médaille Maudheim
La médaille Maudheim (en norvégien Maudheimmedaljen) est instituée par le roi Haakon VII de Norvège le 14 novembre 1951 en l'honneur des membres de l'Expédition antarctique norvégo-britannico-suédoise de 1949-1952.
Cette expédition est la première à se rendre en Antarctique avec une équipe internationale de scientifiques. Au cours de l'expédition, une base connue sous le nom de Maudheim est établie sur la plate-forme glaciaire de Quar, le long de la côte de la Terre de la Reine Maud, en février 1950. La médaille elle-même est identique à la Médaille du Mérite du Roi en argent, avec l'ajout d'une boucle argentée sur le ruban portant l'inscription « MAUDHEIM 1949-1952 ». Seules 18 personnes ont reçu la médaille Maudheim,. 

## Destinataires

### Norvégiens
- John Schjelderup Giæver
- Nils Roer
- Nils Jørgen Schumacher
- Egil Gunnar Rogstad
- Peter Jul Melleby
- Bjarne Lorentzen

### Suédois
- Stig Valter Schytt
- Gösta Hjalmar Liljequist (en)
- Stig Eugen Hallgren
- Paul Ove Wilson
- Bertil Ekström (post-mortem)

### Anglais
- Gordon de Quetteville Robin
- Charles Winthrop Molesworth Swithinbank
- Alan Williams Reece
- Ernest Frederik Roots
- John Ellis Jelbart (post-mortem)
- Leslie Arthur Quar (post-mortem)